# Desciframiento de la escritura cuneiforme

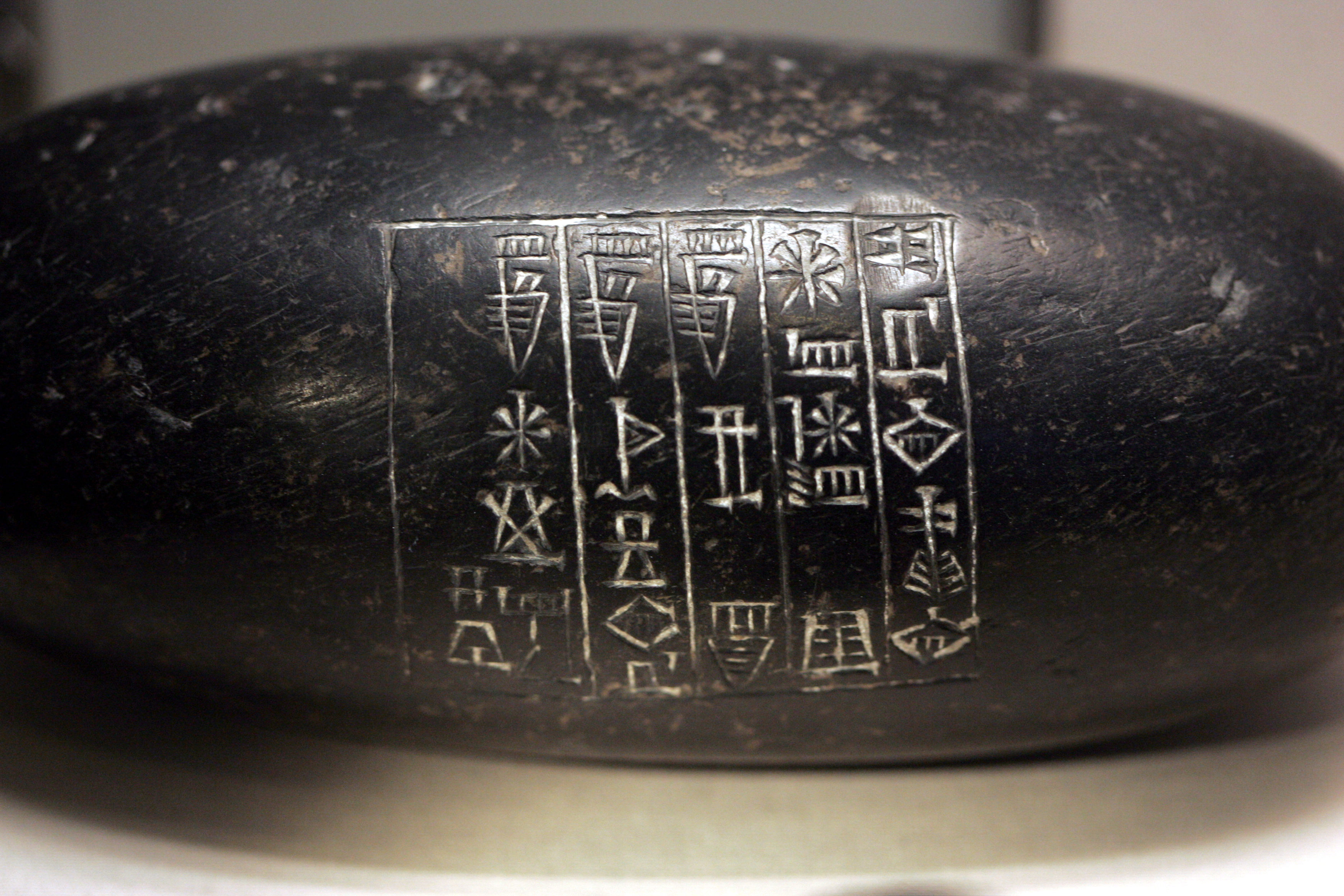
Una pesa de 5 minas, con el nombre de Shu-Sin, Rey de Sumeria y Acad de la época neosumeria, y otros signos cuneiformes sumerios (Museo del Louvre, AO246)

El desciframiento de la escritura cuneiforme tuvo lugar en la primera mitad del siglo XIX, aprovechando el conocimiento del persa antiguo y la existencia de inscripciones trilingües de Persépolis (en babilonio, elamita y persa antiguo). Tras enfrentarse a un gran escepticismo, puede decirse que la Asiriología se estableció definitivamente como disciplina en 1857, cuando cuatro estudiosos (William Fox Talbot, Edward Hincks,  Henry Rawlinson y Julius Oppert) fueron capaces de producir de forma independiente cuatro traducciones coherentes entre sí de una inscripción inédita del rey asirio Tiglatpileser I de Assur.

## Historia

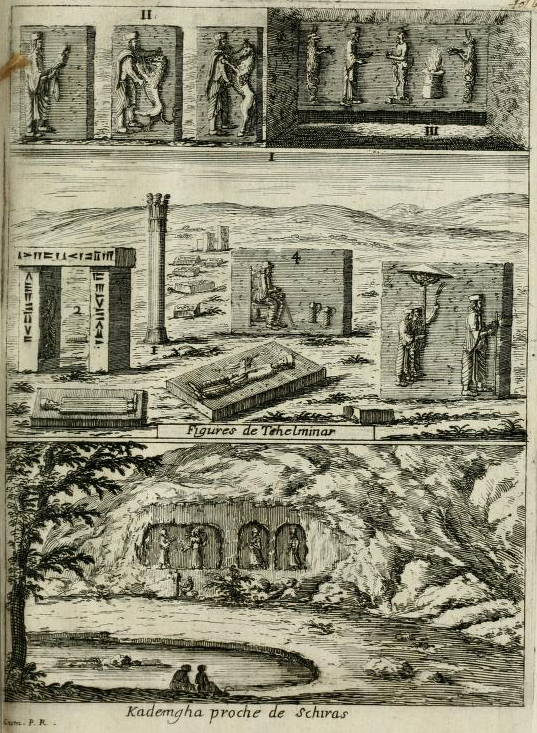
Grabado de André Daulier Deslandes de Tehelminar (Persépolis), en el libro Les Beautés de la Perse (1673). Se aprecian copias de algunos caracteres cuneiformes.

Aún no se sabe con certeza si griegos y romanos conocían la escritura cuneiforme. Autores como Heródoto o Ctesias se limitaron a informar sobre el uso de un determinado sistema de escritura entre los aqueménidas, refiriéndose a él como Assyria grámmata (o también Syria o Persikà grámmata), es decir, letras asirias (o sirias o persas). Sin embargo, esta expresión se utilizaba a veces para referirse al alfabeto arameo (como en Tucídides, Historia de la Guerra del Peloponeso 4,50,2).
Las primeras pruebas sólidas de escritura cuneiforme en Occidente datan de principios del siglo XVII. De hecho, se tiene noticia de un fraile agustino, Antonio de Gouvea, enviado a Persia por Felipe III de España y Portugal en 1602, que escribió un informe de su viaje, impreso en Lisboa en 1611, en el que describía misteriosos signos grabados en monumentos de una localidad llamada entonces Čehel Menāra (más tarde identificada con Persépolis). Fue quizás en Naqsh-e Rostam donde los hermanos Giambattista y Girolamo Vecchietti observaron la presencia de «grabados» en unas ruinas en 1606. Por último, el diplomático español García de Silva y Figueroa, que estuvo en Chilminara (como se la denomina en el texto Čehel Menāra) en 1618, declaró haber visto unas letras en forma de pirámides u obeliscos y ordenó copiar una línea. Su descripción de Chilminara es muy detallada, pero sus transcripciones se perdieron. En su relato, publicado en Amberes en 1620, Figueroa, utilizando una descripción de Diodoro Sículo, identificó por primera vez el palacio real de Darío I en las ruinas de Persépolis.
El patricio romano Pietro Della Valle, que viajó a Oriente entre 1614 y 1626, fue quizá el primer "gran nombre" de la arqueología europea del Oriente Próximo. Della Valle, que había dejado Roma por Oriente tras un desengaño amoroso, se encontró en la terraza de Cihilminār (Persépolis) el 13 de octubre de 1621 y copió con algunas imprecisiones cinco signos de carácter "desconocido" (era escritura cuneiforme), de los que dio cuenta en una carta enviada desde Shīrāz ocho días después y publicada en 1658. Esta es quizás la transcripción más temprana de signos persepolitanos que llegó a Europa. En la carta, della Valle asumía que el texto debía leerse de izquierda a derecha. Fue de nuevo Pietro della Valle, en 1616, quien reconoció los restos de Babilonia y los describió en sus escritos. A la vuelta de su viaje a Oriente, della Valle trajo consigo ladrillos con inscripciones, recogidos en Babilonia y en el lugar que los árabes llamaron Tal al Muqayyar (la antigua ciudad de Ur, visitada en 1625. Estos restos son quizá, después del ladrillo inscrito de Fernberger, los primeros ejemplares de escritura cuneiforme que llegaron a Europa. Della Valle y, en menor medida, el portugués Pedro Teixeira suelen considerarse figuras rompedoras en el conocimiento europeo de Mesopotamia, entre otras cosas por sus esfuerzos por proporcionar información precisa. Teixeira fue el primer erudito europeo que residió en Persia con el objetivo principal de estudiar su historia. Sin embargo, no está claro si era comerciante, soldado o médico. Teixeira fue quizá también el primero en describir las ruinas de la antigua Basora. Tras el incierto relato de Cartwright, fue el primero del que se tiene constancia que visitó Kufa. También se abstuvo de especular e hipotetizar sobre la identificación de lugares bíblicos, concentrándose más bien en la historia islámica.
A lo largo del siglo XVII y durante gran parte del XVIII, numerosos viajeros y exploradores se toparon con las ruinas de las civilizaciones mesopotámicas, cada uno con su propia interpretación, en su mayoría empeñados en hacer coincidir lo que veían con su cultura bíblica.

### Transcripciones cuneiformes a finales delsigloXVII
Después de las copias inexactas de Della Valle, varios viajeros copiaron otros signos. Samuel Flower, agente de la Compañía Británica de las Indias Orientales en Alepo, en algunos de sus papeles sin fecha, informaba de signos que decía haber copiado en Persépolis en 1667 y que no sabía si atribuir a los "guebri" (parsis). Los papeles con los signos, a la muerte del comerciante, acabaron en manos de Francis Aston, quien los publicó en junio de 1693 entre las Philosophical Transactions de la Royal Society. La transcripción constaba de 22 signos («Estos caracteres son dos y veinte en número»: así lo escribió Aston), seleccionados de varias inscripciones, por lo que era imposible darles sentido. En 1700, Thomas Hyde reprodujo los signos de Flower en un apéndice a su Historia religionis veterum Persarum eorumque Magorum y los llamó «ductuli pyramidales seu cuneiformes» (considerándolos nada más que signos decorativos y no grafemas: «tantum ornatus et lusus gratia»). Mucho más tarde se supo que algunos de los signos copiados por Flower eran elamitas y pertenecían a una inscripción trilingüe que incluía también persa antiguo y babilonio.
Otros signos fueron copiados por Thomas Herbert (1606-1682), que partió en 1626 hacia Persia con el embajador Dodmore Cotton. Herbert dio cuenta de sus viajes en varias ediciones. En la última (de 1677) anotó tres líneas de signos cuneiformes (a los que el autor se refiere como «pirámides», «triángulos» o «deltas»), de nuevo probablemente una selección más que una secuencia correctamente copiada. De cierto interés es su comentario sobre los signos que trazó:

The characters are of a strange and unusual shape; neither like Letters nor Hieroglyphicks; yea so far from our deciphering them that we could not so much as make any positive judgment whether they were words or Characters; albeit I rather incline to the first, and that they comprehended words or syllables, as in Brachyography or Shortwriting we familiarly practice.
Los caracteres son de una forma extraña e inusual; ni letras ni jeroglíficos; sí tan lejos de nuestro descifrarlos que no podríamos hacer ningún juicio positivo si eran palabras o caracteres; aunque me inclino más bien a lo primero, y que comprendían palabras o sílabas, como en braquigrafía practicamos familiarmente.

En 1673, el joven artista francés André Daulier Deslandes publicó un grabado del palacio de Persépolis, el primero realmente preciso, copiando tres caracteres cuneiformes, pero de una forma que daba la impresión de que los signos tenían una mera función decorativa.
El viajero italiano Giovan Francesco Gemelli Careri, que visitó Persépolis en 1694, incluyó dos líneas de caracteres triangulares en su obra Giro del mondo (Nápoles, 1699-1700). Es probable que los caracteres de Gemelli Careri fueran copias de los de Herbert.
Durante mucho tiempo, varios viajeros que se habían topado con signos cuneiformes, aun reconociendo su naturaleza de grafemas, se habían limitado a excluir posibles asociaciones con otras lenguas conocidas. De Gouvea escribió: «estos caracteres no comprendidos por nadie no son ni persas, ni armenios, ni árabes, ni hebreos». También Figueroa: «ni caldeos, ni griegos, ni árabes». Similares consideraciones hicieron el aventurero alemán Johan Albrecht de Mandelslo (1638), Jean Struys (1681) y Gemini Careri. Además de Hyde, el viajero alemán Samuel Simon Witte también atribuyó a los signos cuneiformes una función ajena a la escritura: para Witte, aquellos signos eran puros juegos gráficos, que representaban plantas. Otros autores llegaron a atribuir esos surcos a insectos y gusanos.

### Premisas delsigloXVIII
Para una correcta interpretación de la escritura cuneiforme se necesitaban copias de inscripciones enteras, no colecciones de signos dispersos como las del siglo XVIII. De hecho, una pequeña inscripción había sido copiada por el comerciante y viajero francés Jean Chardin en 1674, para ser publicada en 1711. Se trata del primer ejemplo de transcripción completa de una inscripción persepolitana.  Más ricas fueron las transcripciones ofrecidas por Engelbert Kaempfer ('Amoenitates exoticae, 1712). Engelbert Kaempfer es a menudo erróneamente referido como el que primero que apeló al antiguo sistema de escritura. En su Amoenitates exoticae (1712) llamó cuneatae a las letras persepolitanas, pero su texto se publicó doce años después de la Historia religionis de Thomas Hyde, y Cornelis de Bruijn (1718). De 1714 es el Voyage au Levant de Bruijn, que proporcionó copias exactas de tres inscripciones.
Una contribución esencial, aunque indirecta, fue el viaje de Abraham Hyacinthe Anquetil-Duperron a la India, a los zoroastrianos que habían emigrado allí desde Persia, para traducir el Zend Avesta entre 1768 y 1771. La lengua del Zend Avesta' (el avéstico) podría corresponder tal vez a la transcrita en cuneiforme en la época de los reyes aqueménidas y denominada persa antiguo.

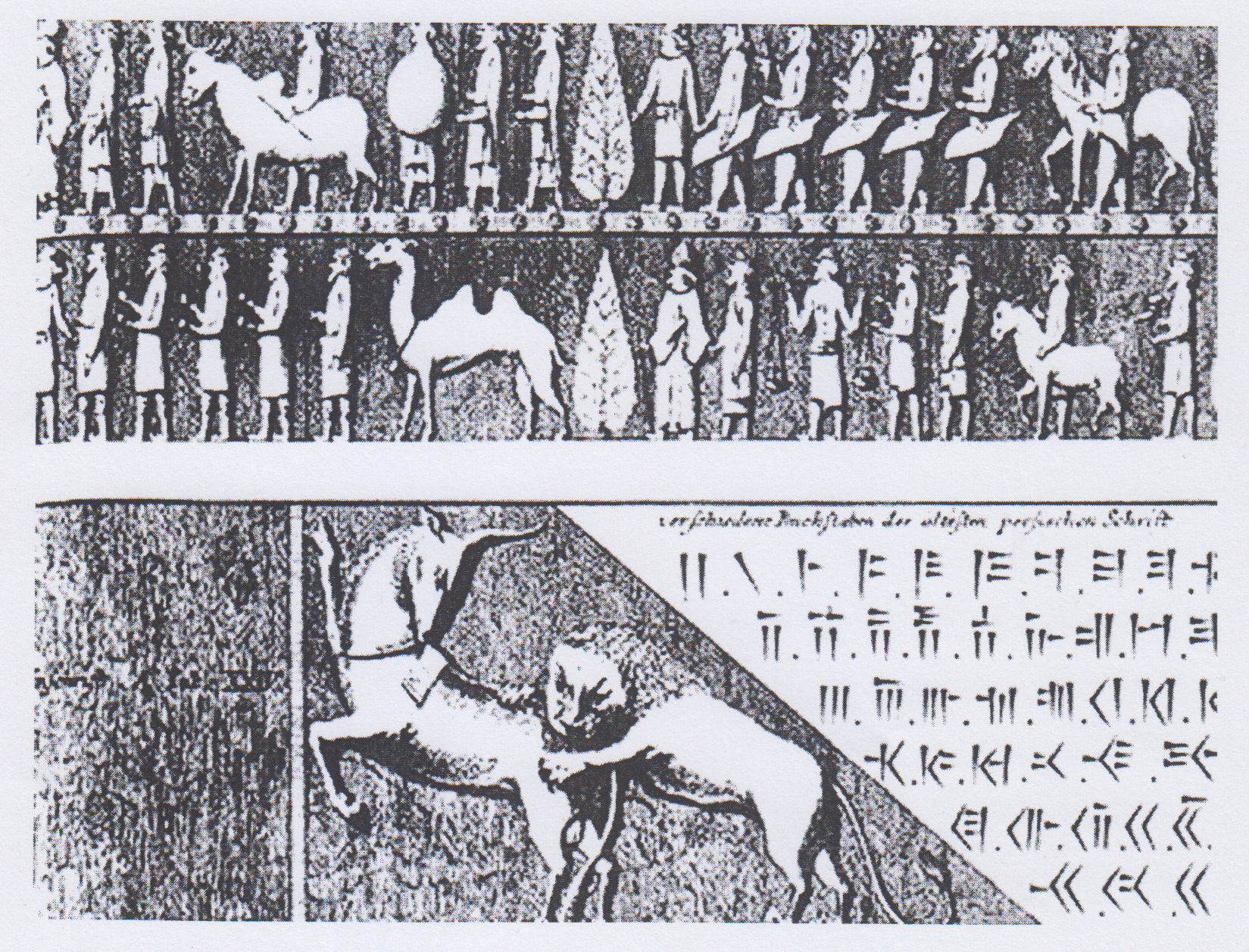
Dibujo de Carsten Niebuhr (1733-1815), de Persépolis.

Otro paso esencial fue el viaje del matemático danés Carsten Niebuhr entre 1761 y 1767. Copió varias inscripciones en Persépolis (algunas de las cuales ya se conocían por bocetos y reproducciones del siglo XVII, que resultaron cruciales para la correcta interpretación de los caracteres cuneiformes (o "cuneatos", como solían llamarse), e ilustró las ruinas de Nínive con sus bocetos. Niebuhr fue el primero en darse cuenta plenamente de que en las inscripciones persepolitanas debían distinguirse tres tipos de escritura cuneiforme ("géneros" o "clases": primer, segundo y tercer géneros persepolitanos) y de que el primer género era un alfabeto, ya que sólo utilizaba 42 caracteres. También demostró que los textos debían leerse de izquierda a derecha. Por otra parte, para Niebuhr los tres géneros no representaban tres lenguas diferentes, sino una misma lengua escrita de tres maneras distintas.
Unos años más tarde, el botánico francés André Michaux (1746-1801) vendió a la Bibliothèque nationale de France un kudurru hallado cerca de Ctesifonte y que pasó a la historia como la Piedra Michaux: fue el primer hallazgo de cierta importancia que llegó a Europa. Al mismo tiempo que Michaux, a quien también conoció en Oriente, fue vicario general en Bagdad y corresponsal de la Academia de Ciencias de Francia Pierre-Joseph de Beauchamp (1752-1801), que fue el primero en realizar una excavación arqueológica en Mesopotamia. Beauchamp fue también el primero en describir la Puerta de Ishtar e informó del descubrimiento de unos cilindros inscritos con caracteres que le parecieron similares a los de las inscripciones persepolitanas.
Las inscripciones copiadas por Niebuhr y recogidas en la obra Reisebeschreibung nach Arabien sirvieron de pioneras para los trabajos de desciframiento de los orientalistas Oluf Gerhard Tychsen y Friederich Münter. Tychsen (De cuneatis inscriptionibus Persepolitanis lucubratio, 1798) se dio cuenta de que un cierto signo oblicuo en el primer género persepolitano servía para separar las distintas palabras y que los tres géneros eran en realidad tres lenguas diferentes. Tychsen también identificó cuatro de los caracteres de la primera clase. Sin embargo, fechó incorrectamente las inscripciones en el Imperio parto; sus traducciones son entonces, en conjunto, erróneas.  Münter, también en 1798, presentó dos artículos a la Real Sociedad Danesa; en ellos, atribuía correctamente las inscripciones tripartitas a los aqueménidas, asociaba la lengua con el avéstico y sostenía que el primer género contenía letras, el segundo sílabas y el tercero monogramas; Münter también reconocía las expresiones de significado rey y rey de reyes, y entendía que los tres géneros representaban tres lenguas diferentes. 

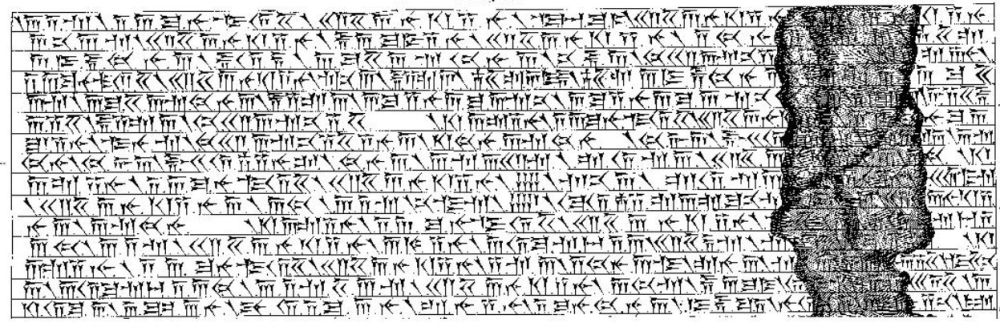
Transcripción de la inscripción de Behistún en persa arcaico.

El conocimiento de las lenguas semíticas resultó crucial para la interpretación de las lenguas mesopotámicas y de Oriente Próximo en general. La fenicia había sido descifrada en el siglo XVIII a través de una inscripción bilingüe en una lápida de Malta. Sobre la base de las copias de Niebuhr y el trabajo interpretativo de Tychsen y Münter, fue posible asumir que las inscripciones tripartitas eran un legado de los persas (una de las últimas encarnaciones del cuneiforme) y que el modelo de inscripción tripartita persa incluía el mismo texto en tres lenguas diferentes. El primer género persopolitano, que normalmente ocupaba un lugar destacado y, por tanto, había que suponer que estaba en persa antiguo, constaba de unos cuarenta signos, por lo que el lenguaje del primer género debía presumiblemente estar basado en un alfabeto; el segundo y tercer género comprendían un número mucho mayor de caracteres y se presumía que estaban basados en silabarios o logografías.
Además de los estudios de Anquetil-Duperron, otra contribución clave a la interpretación de la escritura cuneiforme fue la del lingüista francés Antoine-Isaac Silvestre de Sacy (1731-1805), que en 1793 publicó traducciones del persa medio de inscripciones sasánidas, encontradas en los alrededores de Persépolis. Aunque estas inscripciones eran muy posteriores a las inscripciones cuneiformes persepolitanas, mostraban un patrón fijo, como «X, gran rey, rey de reyes, rey de Y, hijo de Z, gran rey, rey de reyes...».

### El giro delXIX

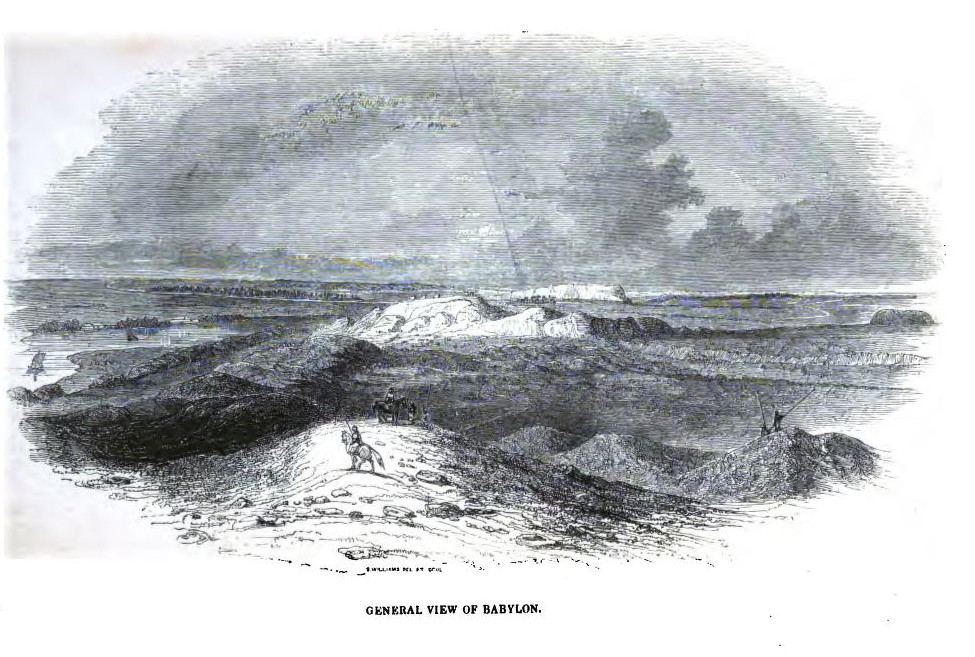
Vista de las ruinas de Babilonia, tomada de Memoir on the ruins of Babylon de Claudius James Rich.

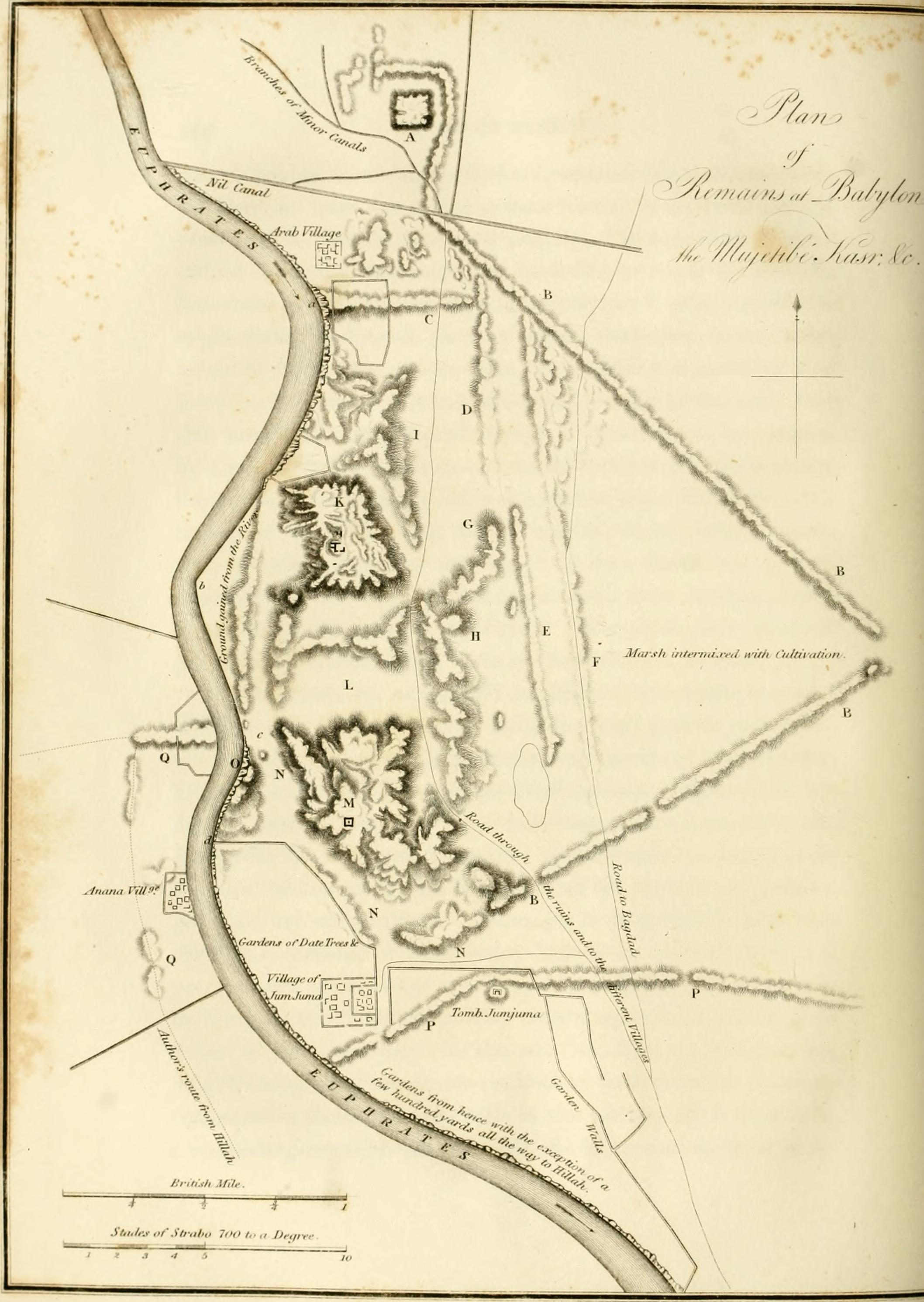
Plano del emplazamiento de Babilonia del diplomático e ilustrador escocés Robert Ker Porter (1821).

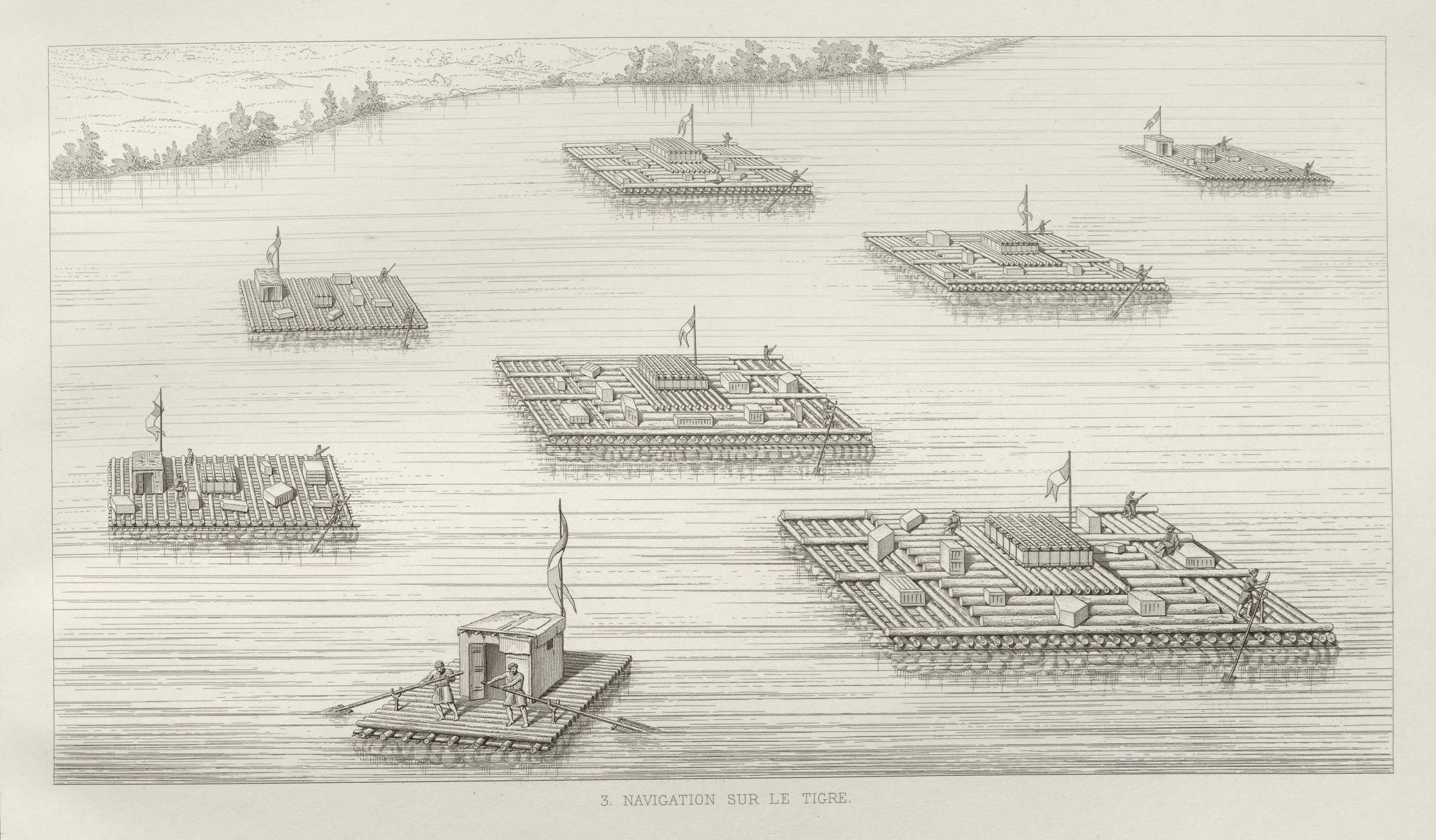
Balsas (kelek) transportando antigüedades en el Tigris; lámina de la obra Ninive et l'Assyrie, del arqueólogo francés Victor Place (1867).

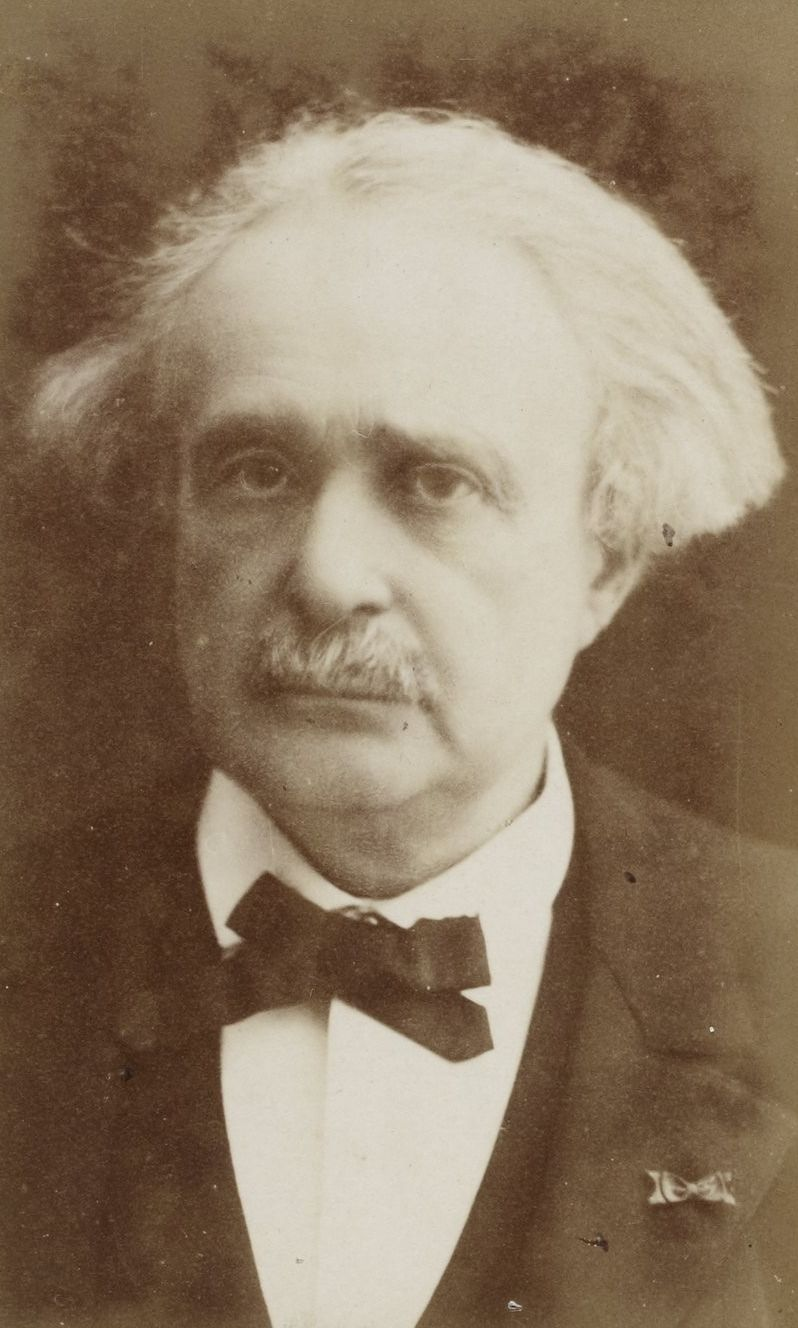
Jules Oppert fotografiado por Eugène Pirou.

El 4 de septiembre de 1802, Georg Friedrich Grotefend presentó una disertación sobre los textos persopolitanos en la Academia de Ciencias de Gotinga, en cuyo gimnasio enseñaba griego. Grotefend, tras examinar dos inscripciones copiadas por Niebuhr y denominadas por éste B y C, postuló que los signos que aparecían con más frecuencia eran vocales y avanzó las siguientes conclusiones los tres géneros persopolitanos son tres lenguas diferentes; el primer género contiene letras (como ya adivinó Münter) las dos inscripciones (B y C), escritas en una lengua similar al avéstico, hablan de un fundador dinástico, su hijo y su nieto, cuyos nombres Grotefend, inspirándose en los patrones de las inscripciones pahlavi descritas por de Sacy consiguió leer los nombres con pronunciación persa (se trataba de Histaspes, Darío I y Jerjes I, secuencia conocida por Heródoto; Grotefend también reconoció los caracteres que indicaban las expresiones rey y rey de reyes; además, el erudito propuso el valor fonético de 13 signos (equivocándose en 4 casos).
La obra de Grotefend fue más apreciada en el extranjero que en su propio país. Después de él, otros autores continuaron el esfuerzo interpretativo, en particular el danés Rasmus Christian Rask (1826), el francés Eugène Burnouf junto con el noruego Christian Lassen (1836), el irlandés Edward Hincks (1848, 1850), el alemán Julius Oppert (1847, 1851, 1870). Sin embargo, la lectura correcta del persa antiguo soo se confirmó después de que el inglés Henry Rawlinson consiguiera copiar en 1837 la gran inscripción de Behistun encargada por Darío I. Rawlinson publicó su traducción en 1846.
Estimulados por los hallazgos de Beauchamp, los dirigentes de la Compañía Británica de las Indias Orientales autorizaron a sus agentes en Bagdad a emprender investigaciones arqueológicas. A este contexto pertenece Claudius James Rich, quien hacia 1811 cartografió y excavó parcialmente el emplazamiento de Babilonia. Nueve años más tarde, Rich investigó los restos de Nínive, recogiendo tablillas, ladrillos, kudurru, cilindros (incluido un cilindro de Senaquerib hallado en Nebi Yunus, copiado por su secretario Karl-Anton Bellino y enviado a Grotefend para su interpretación).
A la obra seminal de Rich le sucedieron las ilustraciones del diplomático y pintor escocés Robert Ker Porter, quien también editó un plano de todo el emplazamiento de la antigua Babilonia. En 1828, el oficial británico Robert Mignan continuó las excavaciones en Babilonia. En la década de 1830, el escocés James Baillie Fraser y el inglés William Francis Ainsworth visitaron varios yacimientos en la Baja Mesopotamia.
El segundo género persepolitano comprendía más de 100 signos y, por tanto, debía de tratarse de un alfabeto silábico. Grotefend creyó reconocerlo como la lengua de los medios y los estudiosos empezaron a hablar de ella como una lengua proto-mediterránea, escita, elamita, amardiana o andanítica (hoy en día suele denominarse lengua neohelamita). La lengua del segundo género fue estudiada a partir de 1837 e interpretada por el danés Niels Ludvig Westergaard (1815-1878) y el francés Félicien de Saulcy (1807-1880), además del propio Grotefend y Hincks.
En 1842 comenzaron las excavaciones del turinés Paolo Emilio Botta, ciudadano francés y cónsul en Mosul. Las primeras excavaciones de Botta se llevaron a cabo en Asiria y dieron como resultado el descubrimiento de miles de documentos en acadio, una lengua que aún no se conocía en aquella época; solo podía decirse que era muy similar al tercer tipo de inscripciones encontradas en Irán. También en la década de 1940, Austen Henry Layard se dedicó a lo que se denominó la "conquista de Asiria". Botta y Layard excavaron tres capitales asirias, Nínive, Kalḫu y Dūr-Šarrukīn.
En general, los relatos sobre el desciframiento del cuneiforme se detienen en los méritos de Rawlinson en lo que respecta al desciframiento del primer género persopolitano (es decir, el persa antiguo). De hecho, sin embargo, esta lengua ya había sido sustancialmente descifrada, tanto gracias a los trabajos seminales de Grotefend como, sobre todo, a los estudios de Burnouf y Lassen, que tuvieron el mérito de interpretar el valor de la mayoría de los signos. El trabajo fue completado por Hincks. Es generalmente aceptado que Rawlinson, a pesar de conocer el trabajo de Grotefend, Burnouf y Lassen, descifró las inscripciones de Behistun de forma independiente. Sea como fuere, la labor de descifrar el tercer género persepolitano, observa Cathcart, era mucho más importante y relevante, entre otras cosas porque existen muy pocos textos en persa antiguo, especialmente en comparación con la ingente cantidad de textos en cuneiforme mesopotámico (denominación que engloba los sistemas utilizados para el acadio, el elamita y el urartiano, pero no el cuneiforme simplificado que representaba el persa antiguo).
Los caracteres del tercer género persepolitano fueron reconocidos como idénticos o similares a los que se encuentran en gran número en toda Mesopotamia. Para los tres géneros, la intuición de Grotefend fue decisiva: los íncipits debían contener el nombre, el título y la genealogía de un rey persa. Al principio, la tarea de interpretar la lengua del tercer género (que era el acadio) parecía insuperable, debido al gran número de signos. Además, había diferencias considerables entre las formas arcaicas y recientes del cuneiforme acadio, el uso ideográfico o silábico de los signos y la rica polifonía. En esencia, un mismo signo, según los casos, podía indicar una palabra o una sílaba; un mismo signo podía entonces corresponder a varias sílabas; a la inversa, una misma sílaba podía traducirse con varios signos. Había que comprobar entonces que los signos del tercer género persepolitano, los caracteres grabados en ladrillos babilónicos que llegaron a Europa entre los siglos XVIII y XIX y, por último, los caracteres grabados en los monumentos excavados por Botta en Khorsabad entre 1842 y 1846 se asimilaban y expresaban la misma lengua. Algunos caracteres parecían versiones arcaicas de otros más modernos, pero seguían siendo el mismo signo. Se inventariaron unos 500 caracteres: no se conocía ni la lengua que expresaban ni su valor fonético.
El orden de los descubrimientos que condujeron a la correcta interpretación del tercer género persepolitano no siempre está claro. El orientalista vienés Isidore Löwenstern, en su Essai de déchiffrement de l'écriture assyrienne pour servir à l'explication du monument de Khorsabad (1845), rastreó los signos que significan 'grande' y 'rey', así como el signo que expresa el plural. En 1847, avanzó la idea de que se trataba de una lengua semítica.
La contribución decisiva a la interpretación del tercer género persepolitano llegó, sin embargo, con los trabajos del irlandés Edward Hincks. Éste, a partir de 1846, defendió las siguientes tesis: la lengua del tercer género persepolitano debe denominarse babilónica; algunos de los signos son fonéticos, otros ideográficos; entre éstos, algunos tienen el valor de determinativos (signos mudos que tienen la misión de aclarar el significado del nombre que sigue, especificando su campo semántico). Hincks comparó varios signos persopolitas con otros babilonios y halló varias correspondencias, y también pudo determinar el valor fonético de 26 caracteres y la identidad entre formas arcaicas y recentes. Entre 1849 y 1850, pudo demostrar que un signo podía tener funciones tanto fonéticas como ideográficas. También demostró el valor silábico de ciertos signos: el cuneiforme babilónico podía reproducir sílabas abiertas (ba), sílabas cerradas (ab) y sílabas con cola (bar). Hincks también determinó la existencia de ideogramas formados por signos diferentes y demostró que algunos signos supuestamente homófonos (por ejemplo, siete signos diferentes para expresar r) eran en realidad expresiones de sílabas diferentes (ra, ri, ru, ar, er, ir, ur).
Si la contribución de Hincks fue decisiva, otros compitieron en los mismos años. El francés Adrien Prévost de Longpérier (1816-1822), aunque no pudo atribuir ningún valor fonético a los caracteres rastreados por Botta en Khorsabad, identificó (1847) entre ellos los ideogramas que significan rey, grande, poderoso y país, así como la pronunciación del nombre Sargón. De Saulcy (1849) demostró el parentesco del babilonio con el hebreo. Henry Rawlinson (1851) fue capaz de identificar el significado de unas 300 palabras. La investigación continuó con las contribuciones de Rawlinson, Hincks, de Saulcy, Oppert y el alemán Eberhard Schrader (1836-1908).

### Críticas a la labor de interpretación

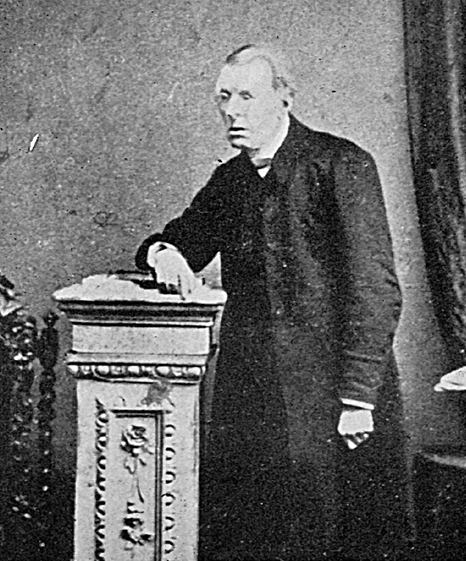
Retrato fotográfico del orientalista irlandés Edward Hincks. Además de realizar una contribución esencial a la correcta interpretación de la escritura cuneiforme acadia, comprendió que la escritura cuneiforme no estaba destinada originalmente a representar una lengua semítica.

En general, la interpretación del primer género persepolitano fue bien acogida por los académicos, aunque recibió reservas por parte de Silvestre de Sacy. En cambio, la interpretación del tercer género suscitó más perplejidad. Los eruditos veían con profundo escepticismo la existencia de un sistema de escritura tan complicado como el que se hipotetizaba para el asirio-babilónico. La pronunciación de los nombres propios era especialmente desconcertante. Después de 1850, los mayores críticos fueron los franceses Ernest Renan (1823-1892) y Charles Schoebel (1813-188), y el alemán Georg Heinrich August Ewald (1803-1875).
1857 fue un año decisivo para la asiriología. No fue un asiriólogo quien asestó el golpe decisivo, sino un matemático e inventor, el inglés William Fox Talbot (1800-1877). Autor de inventos fundamentales para el nacimiento de la fotografía moderna (talbotipo), pero también orientalista aficionado, Talbot había estudiado los trabajos de Rawlinson y Hincks, llegando a publicar él mismo traducciones de algunos textos asirios. Tras obtener una copia inédita de una inscripción del rey Tiglatpileser I (800 líneas de texto extraídas de cilindros encontrados por Austen Henry Layard en el emplazamiento de Qal'at Sherqat, la antigua Assur ), realizó una traducción, que envió, sellada, a la Royal Asiatic Society de Londres el 17 de marzo de 1857. Talbot sugirió que la organización implicara a Rawlinson y Hincks, para que pudieran preparar independientemente una traducción del mismo texto. La Sociedad también decidió invitar a Julius Oppert, que se encontraba en Londres en ese momento. Dos meses más tarde, un comité especial de cinco miembros de la Sociedad abrió los sobres con las cuatro traducciones independientes y las comparó. El resultado fue el siguiente: las traducciones de Rawlinson y Hincks eran extremadamente similares, la de Talbot era en gran parte inexacta y la de Oppert difería en varios puntos de la de sus colegas ingleses. En general, sin embargo, las cuatro traducciones coincidían.
En 1859, Oppert publicó Dechiffrement des inscriptions cuneiformes, una obra de gran lucidez y exhaustividad, que puso en jaque cualquier oposición posterior. En los años siguientes se multiplicaron las publicaciones sobre diversos temas mesopotámicos (lengua, cultura, religión, historia, etc.), especialmente procedentes de Francia, Inglaterra y Alemania. Se compilaron glosarios, listas de signos, diccionarios, gramáticas; se copiaron y publicaron muchos documentos nuevos. La lengua del tercer género persepolitano, llamada inicialmente babilónica y más tarde asiria, acabó llamándose acadia en su conjunto, término utilizado por los propios antiguos.
Sin embargo, las críticas no decayeron, y estuvieron representadas en particular por dos obras de Arthur de Gobineau de 1858 y 1864, y por la contribución del orientalista alemán Alfred von Gutschmid (1835-1887). A este último, en particular, Schrader respondió con la obra Keilinschriften und Geschichtsforschung (Giessen, 1878).
Cuando se superaron así las principales dificultades relacionadas con la interpretación del tercer género persepolitano, pudo decirse que la asiriología se había establecido como disciplina y en ese momento se desarrolló rápidamente, sobre todo con las aportaciones de los alemanes Friedrich Delitzsch (1850-1922), Benno Landsberger (1890-1968) y Wolfram von Soden (1908-1996).

### Descubrimiento del mundo sumerio

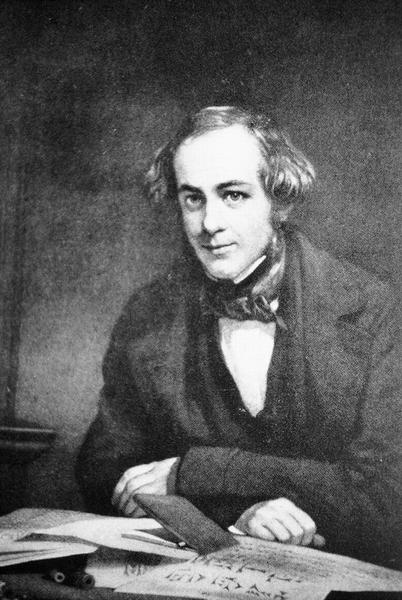
El inglés Henry Creswicke Rawlinson (1810-1895) fue, después de Edward Hincks, el primero en suponer la existencia de una población no semítica y preacadia responsable del desarrollo de la escritura cuneiforme.

Durante mucho tiempo se pensó que el cuneiforme sumerio original no era una lengua independiente, sino una forma particular de escribir el acadio. A mediados del XIX no se sabía nada sobre los sumerios y el Idioma sumerio.
En 1850, Hincks leyó un artículo suyo ante la Asociación Británica para el Avance de la Ciencia; en él, el orientalista irlandés planteaba dudas sobre si fueron las poblaciones semíticas de Asiria y Babilonia las que desarrollaron el cuneiforme. En las lenguas semíticas, observaba Hincks, el elemento morfológico estable es la consonante, mientras que la vocal presenta características de variabilidad y volatilidad. Por tanto, era muy improbable que  los pueblos semitas desarrollaran una forma de escritura en la que consonantes y vocales tuvieran la misma estabilidad en el contexto de la sílaba. Además, una característica central de las lenguas semíticas es la distinción entre consonante palatal y dental, pero el silabario cuneiforme no puede expresar adecuadamente esta diferencia. Por último, solo una fracción de los valores silábicos de los signos cuneiformes acadios se podía relacionar con palabras o elementos semíticos. Por estas razones, argumentaba Hincks, el desarrollo de la escritura cuneiforme había sido obra de una población no semítica, más antigua que la acadia.
En 1852, Rawlinson se dio cuenta de que los silabarios encontrados en Kuyunjik (Nínive) eran bilingües y contenían correspondencias entre palabras en babilonio y palabras en una lengua desconocida hasta entonces. Rawlinson llamó a esta lengua acadio y creyó que era escita o turano. Habrían sido estos «escitas babilónicos» los que desarrollaron la escritura cuneiforme: según Rawlinson, este pueblo debería denominarse «acadio». Rawlinson había asumido así correctamente la existencia de los sumerios, pero se había referido a ellos como ‘acadios’, el nombre que ahora se utiliza en su lugar para referirse a la población semita que habitó Mesopotamia desde la primera mitad del III milenio a. C.
Fue en 1869 cuando Julius Oppert, en una conferencia a la sección etnográfica e histórica de la Société française de numismatique et d'archéologie, atribuyó el nombre de ‘sumerios’ a esta población no semita basándose en el título real "Rey de Sumeria y Acad". Oppert también defendió que la lengua sumeria debía relacionarse con el turco, el finés y el húngaro.
El adjetivo "sumerio" para referirse a esta población preacadia y no semítica luchó durante mucho tiempo por imponerse al adjetivo "acadio". De hecho, hubo un famoso orientalista, el francés Joseph Halévy (1827-1917), que negó la existencia tanto de los sumerios como de la lengua sumeria durante décadas. Según Halévy, el "sumerio" cuneiforme no era más que un artificio inventado por los pueblos semitas con fines esotéricos.
La primera gran excavación de un yacimiento sumerio tuvo lugar en 1877 en Irak, en Telloh (antigua Ngirsu), bajo la dirección del francés Ernest de Sarzec.Entre 1877 y 1900, de Sarzec llevó a cabo once campañas arqueológicas, consiguiendo desenterrar varias estatuas, la más notable del rey Gudea, varias estelas, la más famosa de las cuales es la Estela de los buitres, los cilindros de Gudea, y miles de tablillas, la mayoría del periodo del rey Ur-Nanshe.
Cuando por fin se estableció la identidad del sumerio como idioma, las dificultades de interpretación seguían siendo enormes. Sin embargo, el sumerio se había mantenido en Babilonia como lengua de culto y, para facilitar su aprendizaje, los babilonios habían proporcionado listas gramaticales, vocabularios y traducciones al acadio babilónico. La sumerología pudo así progresar, en particular gracias a estudiosos como Delitzsch, el francés François Thureau-Dangin (1872-1944) y los alemanes Arno Poebel (1881-1958), Anton Deimel (1865-1954) y Adam Falkenstein (1906-1966).